# Фарини (Пјаченца)
Фарини је насеље у Италији у округу Пјаченца, региону Емилија-Ромања.
Према процени из 2011. у насељу је живело 254 становника. Насеље се налази на надморској висини од 428 м.

## Становништво
Према резултатима пописа становништва 2011. у општини је живело 1.455 становника.
| 1951. | 1961. | 1971. | 1981. | 1991. | 2001. | 2011. |
| ----- | ----- | ----- | ----- | ----- | ----- | ----- |
| 5.710 | 5.021 | 3.366 | 2.770 | 2.326 | 1.881 | 1.455 |

## Партнерски градови
- Ножан сир Марн